# 吕亭镇
吕亭镇，是中华人民共和国安徽省安庆市桐城市下辖的一个乡镇级行政单位。

## 行政区划
吕亭镇下辖以下地区：
吕亭村、平坦村、狮山村、双龙村、双联村、洪桥村、鲁谼山村、新店村、陡岗村、石桥村、连山村、横店村、官塘村、金河村和合河村。